# هيتمان: بلود موني
 هيتمان: بلود موني  (بالإنجليزية: Hitman: Blood Money)‏ هي لعبة من نوع تسلل ، تصويب منظور الشخص الثالث، تصويب منظور الشخص الأول. صدرت في عام 2006 وهي متوفرة لويندوز، بلاي ستيشن 2، إكس بوكس 360، إكس بوكس،واجهزة الجوال المحمول وهي من تطوير آي أو إنتراكتيف ونشر شركة إيدوس إنترأكتيف.

## أسلوب اللعب
تعتمد اللعبة على الذكاء والتخطيط وليس على الكثير من العنف وإطلاق النيران بمختلف الأسلحة بشكل مكثف، كذلك يمكن لللّاعب التنكر وتتكون اللعبة من مراحل مختلفة يدور مضمونها في مهمات قتل مجرمين وانقاذ عملاء بحيث لاعبها يشعر بالحماس وتنشيط العقل.

## وصلات خارجية
- هيتمان: بلود موني على موقع IMDb (الإنجليزية)
- هيتمان: بلود موني على موقع أول موفي (الإنجليزية)
- الموقع الرسمي
- هيتمان: بلود موني على موبي غيمز